# Ґеральд Меркен
Ґеральд Меркен (нім. Gerald Mörken, 2 листопада 1959) — німецький плавець.
Учасник Олімпійських Ігор 1984 року. Бронзовий медаліст Чемпіонату світу з водних видів спорту 1978 року на дистанції 100 метрів брасом. Бронзовий медаліст Чемпіонату світу з водних видів спорту 1982 року в естафеті 4×100 м комплексом.